# Hetmanów
Hetmanów – wieś w Polsce położona w województwie wielkopolskim, w powiecie ostrowskim, w gminie Przygodzice, ok. 10 km na południe od Ostrowa. 
| SIMC    | Nazwa | Rodzaj    |
| ------- | ----- | --------- |
| 1007671 | Laski | część wsi |

W latach 1975–1998 miejscowość administracyjnie należała do województwa kaliskiego.